# Xã Bristow, Quận Boyd, Nebraska
Xã Bristow (tiếng Anh: Bristow Township) là một xã thuộc quận Boyd, tiểu bang Nebraska, Hoa Kỳ. Năm 2010, dân số của xã này là 103 người.